# Hubuc
Roger Copuse (1927 - 13 juni 1970) was een Belgisch stripauteur, bekend als Hubuc, en sportjournalist, bekend als Paul Claudel.

## Biografie
Tot midden jaren zestig was Hubuc radiotechnicus, aanvankelijk in de koopvaardij, later bij Sabena. Hij werkte ook enige tijd als sportjournalist. Begin jaren zestig begon hij te werken als striptekenaar bij Robbedoes onder de naam 'Hubuc'. Hij maakte van 1961 tot 1968 een aantal minialbums die werden geleverd als bijlage van het tijdschrift.
Hubuc werkte als scenarist met Mike aan de strip Le bel Albert en met Jacques Devos aan de strip Les Mémoires de Victor Sébastopol (vanaf 1963). Vanaf 1966 ging hij werken voor het Franse jeugdtijdschrift Pilote. Voor Pilote maakte hij een serie met scenario's van Fred. Hubuc schreef ook scenario's voor Claire Bretécher en opnieuw voor Mike (Tulipe et Minibus) Voor Kuifje schreef hij tussen 1968 en 1970 scenario's voor de door Raymond Macherot bedachte strip Chlorophyl die werd getekend door Pierre Guilmard.
In 1970 overleed Hubuc op 42-jarige leeftijd aan leukemie.